# Rai Gulp
Rai Gulp是一个意大利免费电视频道，由国有公共广播公司Ente Italiano per le Audizioni Radiofoniche（现为Rai）拥有和运营。它是该公司面向青少年的电视频道，以面向8至14岁儿童的节目而闻名。

## 历史
Rai Gulp于2007年6月1日开始广播，以取代Rai Doc和Rai Futura，后两者在推出前不久就关闭了。
自2009年RaiSat Smash Girls于2009年停止播出以来，该频道播出的一些节目已经出现在该频道的时间表中
从2010年4月27日起，该频道的节目由Rai Ragazzi结构协调。
自2010年秋季以来，该频道略有改变了图形（例如在促销和保险杠中），并将其目标受众从8年改为14年。添加了新的动画片、儿童小说和其他产品。
2014年7月31日，该频道开始播放意大利裔美国动画系列《Winx Club》的新剧集，该剧之前在Rai 2上播出。然而，从2019年4月15日开始，Rai Gulp只重播该节目，现在在其姐妹频道Rai Yoyo上播放新剧集。
自2011年1月1日以来，Rai Gulp的官方发言人是配音演员Emanuele Ruzza。
自2016年12月13日以来，该频道一直在以16:9柱盒全景格式播放最古老的4:3格式的动画片，以及Rai Yoyo以及所有其他Rai数字地面频道。
从2017年1月4日起，该频道在Tivùsat上以高清晰度可见。
2017年4月10日，该频道与其他Rai频道同时更新其徽标和图形。
2017年4月14日，Luca Milano取代Massimo Liofredi担任Rai Gulp和Rai Yoyo的负责人。
2020年7月起，Rai Gulp不再拥有自己的网站，但在RaiPlay上的流媒体中可见。
2021年12月起，SD版本在Tivùsat上关闭，所以高清版本现在是FTA

## 徽标

2007年6月1日至2009年6月15日

2009年6月15日至2010年5月18日

2010年5月18日至2017年4月10日

2017年4月10日至今